# Romanengo
Romanengo ist eine norditalienische Gemeinde (comune) mit 3220 Einwohnern (Stand 31. Dezember 2023) in der Provinz Cremona in der Lombardei. Die Gemeinde liegt etwa 32,5 Kilometer nordwestlich von Cremona und etwa 8 Kilometer östlich von Crema.

## Verkehr
Durch die Gemeinde führt die frühere Staatsstraße 235 (seit 2001 Provinzialstraße) von Pavia nach Brescia.